# Sudovi Republike Hrvatske
Sudovi Republike Hrvatske dijele se na Županijski sud, Općinski sud, Trgovački sud, Prekršajni sud i Upravni sud.
Županijski sud
- Županijski sud u Bjelovaru
- Županijski sud u Bjelovaru, Stalna služba u Virovitici
- Županijski sud u Dubrovniku
- Županijski sud u Karlovcu
- Županijski sud u Karlovcu, Stalna služba u Gospiću
- Županijski sud u Osijeku
- Županijski sud u Puli
- Županijski sud u Rijeci
- Županijski sud u Sisku
- Županijski sud u Slavonskom Brodu
- Županijski sud u Slavonskom Brodu, Stalna služba u Požegi
- Županijski sud u Splitu
- Županijski sud u Varaždinu
- Županijski sud u Varaždinu, Stalna služba u Koprivnici
- Županijski sud u Varaždinu, Stalna služba u Čakovcu
- Županijski sud u Velikoj Gorici
- Županijski sud u Vukovaru
- Županijski sud u Zadru
- Županijski sud u Zagrebu
- Županijski sud u Zagrebu, Stalna služba u Zlataru
- Županijski sud u Šibeniku

Općinski sud
- Općinski građanski sud u Zagrebu
- Općinski kazneni sud u Zagrebu
- Općinski radni sud u Zagrebu
- Općinski sud u Belom Manastiru
- Općinski sud u Benkovcu
- Općinski sud u Bjelovaru
- Općinski sud u Bujama
- Općinski sud u Crikvenici
- Općinski sud u Đakovu
- Općinski sud u Daruvaru
- Općinski sud u Delnicama
- Općinski sud u Dubrovniku
- Općinski sud u Dugoj Resi
- Općinski sud u Čakovcu
- Općinski sud u Glini
- Općinski sud u Gospiću
- Općinski sud u Hrvatskoj Kostajnici
- Općinski sud u Iloku
- Općinski sud u Imotskom
- Općinski sud u Ivanić-Gradu
- Općinski sud u Jastrebarskom
- Općinski sud u Karlovcu
- Općinski sud u Karlovcu, Stalna služba u Vojniću
- Općinski sud u Kninu
- Općinski sud u Koprivnici
- Općinski sud u Koprivnici, Stalna služba u Đurđevcu
- Općinski sud u Korčuli
- Općinski sud u Krapini
- Općinski sud u Križevcima
- Općinski sud u Krku
- Općinski sud u Kutini
- Općinski sud u Labinu
- Općinski sud u Makarskoj
- Općinski sud u Malom Lošinju
- Općinski sud u Metkoviću
- Općinski sud u Našicama
- Općinski sud u Ninu
- Općinski sud u Novalji
- Općinski sud u Novoj Gradišci
- Općinski sud u Ogulinu
- Općinski sud u Opatiji
- Općinski sud u Osijeku
- Općinski sud u Pagu
- Općinski sud u Pazinu
- Općinski sud u Pazinu, Stalna služba u Buzetu
- Općinski sud u Poreču
- Općinski sud u Požegi
- Općinski sud u Puli
- Općinski sud u Rabu
- Općinski sud u Rijeci
- Općinski sud u Rovinju
- Općinski sud u Samoboru
- Općinski sud u Sesvetama
- Općinski sud u Sinju
- Općinski sud u Sisku
- Općinski sud u Sisku, Stalna služba u Petrinji
- Općinski sud u Slatini
- Općinski sud u Slavonskom Brodu
- Općinski sud u Splitu
- Općinski sud u Starom Gradu
- Općinski sud u Supetru
- Općinski sud u Topuskom
- Općinski sud u Trogiru
- Općinski sud u Valpovu
- Općinski sud u Varaždinu
- Općinski sud u Velikoj Gorici
- Općinski sud u Vinkovcima
- Općinski sud u Virovitici
- Općinski sud u Visu
- Općinski sud u Vrbovcu
- Općinski sud u Vukovaru
- Općinski sud u Zaboku
- Općinski sud u Zadru
- Općinski sud u Zagrebu
- Općinski sud u Zaprešiću
- Općinski sud u Zlataru
- Općinski sud u Šibeniku
- Općinski sud u Županji

Trgovački sud
- Trgovački sud u Bjelovaru
- Trgovački sud u Osijeku
- Trgovački sud u Osijeku, Stalna služba u Slavonskom Brodu
- Trgovački sud u Rijeci
- Trgovački sud u Rijeci, Stalna služba u Pazinu
- Trgovački sud u Splitu
- Trgovački sud u Splitu, Stalna služba u Dubrovniku
- Trgovački sud u Varaždinu
- Trgovački sud u Zadru
- Trgovački sud u Zadru, Stalna služba u Šibeniku
- Trgovački sud u Zagrebu
- Trgovački sud u Zagrebu, Stalna služba u Karlovcu

Prekršajni sud
- Visoki prekršajni sud RH
- Prekršajni sud u Belom Manastiru
- Prekršajni sud u Bjelovaru
- Prekršajni sud u Daruvaru
- Prekršajni sud u Čakovcu
- Prekršajni sud u Gospiću
- Prekršajni sud u Imotskom
- Prekršajni sud u Ivanić-Gradu
- Prekršajni sud u Karlovcu
- Prekršajni sud u Karlovcu, Stalna služba u Dugoj Resi
- Prekršajni sud u Koprivnici
- Prekršajni sud u Krapini
- Prekršajni sud u Kutini
- Prekršajni sud u Malom Lošinju
- Prekršajni sud u Metkoviću
- Prekršajni sud u Novoj Gradišci
- Prekršajni sud u Opatiji
- Prekršajni sud u Pazinu
- Prekršajni sud u Požegi
- Prekršajni sud u Rijeci
- Prekršajni sud u Rovinju
- Prekršajni sud u Sinju
- Prekršajni sud u Sisku
- Prekršajni sud u Slavonskom Brodu
- Prekršajni sud u Splitu
- Prekršajni sud u Umagu
- Prekršajni sud u Varaždinu
- Prekršajni sud u Varaždinu, Stalna služba u Ivancu
- Prekršajni sud u Velikoj Gorici
- Prekršajni sud u Vinkovcima
- Prekršajni sud u Virovitici
- Prekršajni sud u Vukovaru
- Prekršajni sud u Zaboku
- Prekršajni sud u Zadru
- Prekršajni sud u Zagrebu
- Prekršajni sud u Zlataru
- Prekršajni sud u Županji

Upravni sud
- Upravni sud u Osijeku
- Upravni sud u Rijeci
- Upravni sud u Splitu
- Upravni sud u Zagrebu